# Тухольский повет
Тухольский пове́т (пол. Powiat tucholski) — повет (район) в Польше, входит как административная единица в Куявско-Поморское воеводство. Центр повета — город Тухоля. Занимает площадь 1075,27 км². Население — 48 381 человек (на 31 декабря 2015 года).

## Административное деление
- города: Тухоля
- городско-сельские гмины: Гмина Тухоля
- сельские гмины: Гмина Цекцын, Гмина Гостыцын, Гмина Кенсово, Гмина Любево, Гмина Сливице

## Демография
Население повета дано на 31 декабря 2015 года.
| Перепись            | Всего  | Мужчины | Женщины |
| ------------------- | ------ | ------- | ------- |
| Всего               | 48 381 | 24 114  | 24 267  |
| Городское население | 13 914 | 6715    | 7199    |
| Сельское население  | 34 467 | 17 399  | 17 068  |